# NGC 7504
NGC 7504 – gwiazda o jasności ok. 13m znajdująca się w gwiazdozbiorze Pegaza. Zaobserwował ją Albert Marth 2 września 1864 roku i skatalogował jako obiekt typu „mgławicowego”. Identyfikacja obiektu NGC 7504 nie jest pewna.